# アーバーダーン包囲戦
アーバーダーン包囲戦（アーバーダーンほういせん）は、イラン・イラク戦争中、フーゼスターン州に侵攻したイラク軍による戦闘である。

## 概要
イランに侵攻したイラク軍にとりフーゼスターン州の交通の要衝アーバーダーンの占領は重要な事項であった。当時、平時のイランの石油生産の2/3（610,000日量/バーレル）を産出し、イラン経済にとって最重要拠点であり、それだけにイラク側は攻略、そしてイラン側は死守するだけの価値があったので、革命防衛隊は優勢なイラク軍相手に奮戦した。包囲中、アーバーダーンへの補給・補充は夜間にボートを使用して数ヶ月間継続された。頑強に抵抗する守備隊に対し数次に渡る攻撃が加えられたが、占領することはできず、1981年9月に解囲することとなったが、市街地や付近の製油所の多くは破壊された。

## 攻撃
アーバーダーン島を攻撃するイラクの最初の作戦は戦車500輌・20,000人からなる2個機甲師団を、カールーン川とバマンシャール川の白昼強行渡河をもって攻略を開始した。やがて3方向から町を包囲するにいたったが、川を越えて補給せざるを得ないため、衝力不足であり攻撃は頓挫した。
イラン軍の抵抗は当初混乱していたが、9月28日にはイラン軍の対戦車ヘリが行軍中のイラク軍機甲部隊を攻撃し、イラク軍に大きな損害を与えた。さらに、守備隊はアーバーダーン市街に突入したイラク軍機甲部隊に対して対戦車兵器を使用し、イラク軍は3週間で数百両の戦車や装甲車を失った。このような状況にあり、イラク軍によるアーバーダーン攻撃はいったん中止され、イラク軍は増援を待つことになった。規模縮小型機甲師団を北東方向から迂回させ一挙に攻略する企図であったが、これも途中で有力なイラン軍と接触、迂回攻撃も頓挫する結果となった。

## 解囲
包囲していたイラク軍はデズフールの戦いで2個大隊を失い、兵達の士気は低下する傾向にあった。イラン軍秋季攻勢（サーメノル＝アエンメ作戦）において遂に包囲網は突破された。イラク軍は一部を残し撤退した。

## 影響
イラク軍はこの戦闘で機甲部隊に多くの損害を出したが、結局のところアーバーダーンを攻略できなかった。松井 (1991)によると、これによってイラク軍のフーゼスターン州制圧は大幅に遅れ、イランの逆転をもたらすことになったという。